# Halogenidy alkalických kovů

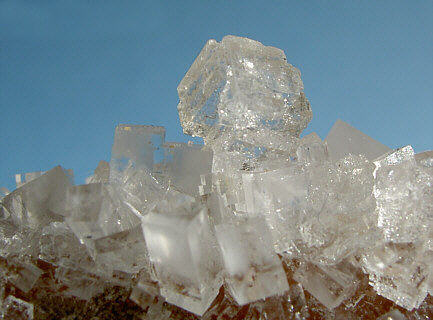
Halit, nerost tvořený chloridem sodným

Halogenidy alkalických kovů jsou anorganické sloučeniny odpovídající vzorci MX, kde M je alkalický kov a X halogen. Často se používají jako zdroje příslušných kovových kationtů a halogenidových aniontů. Nejrozšířenější z těchto sloučenin je chlorid sodný.

## Struktura

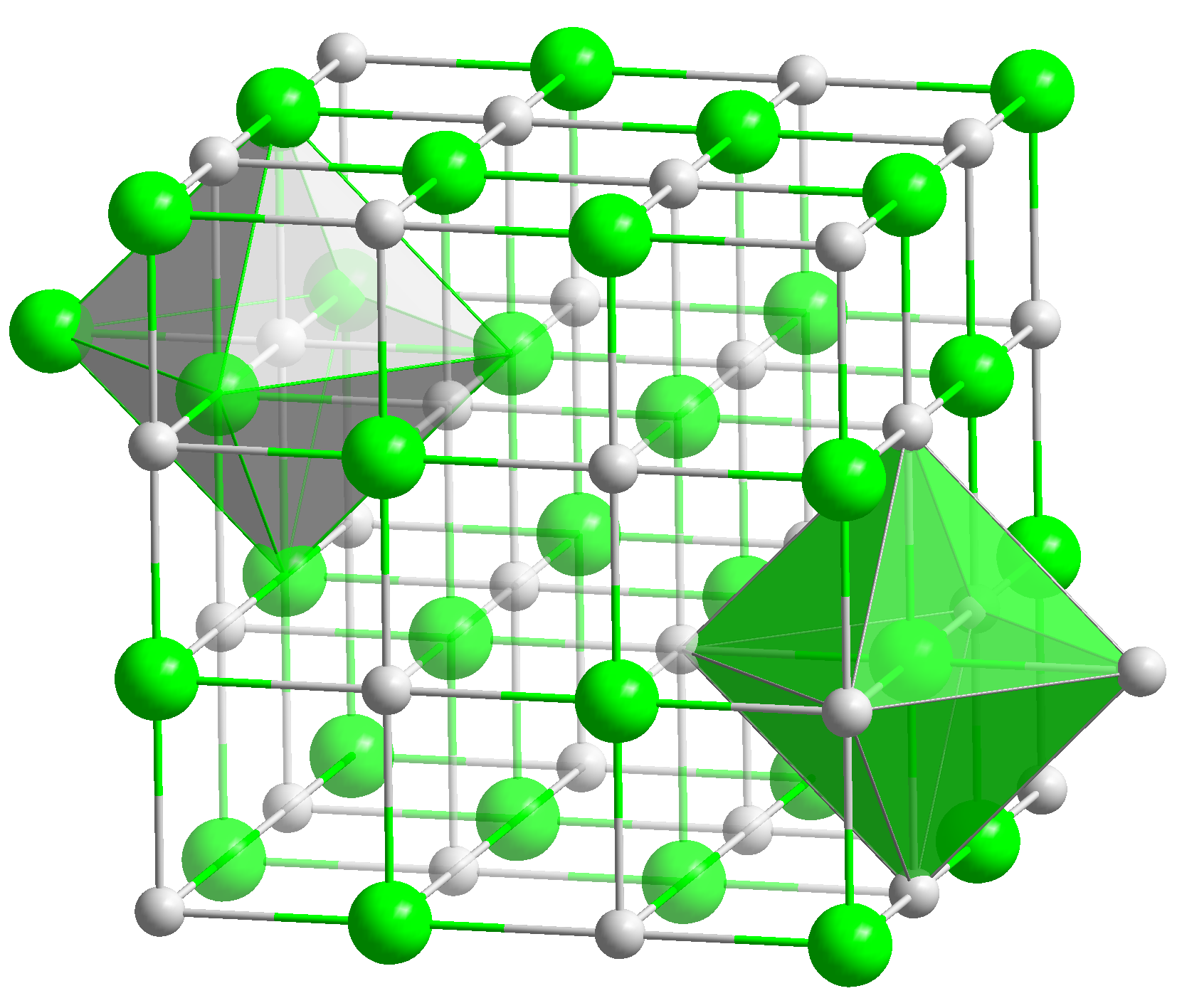
Model struktury NaCl; u většiny halogenidů alkalických kovů se objevují struktury tohoto typu.

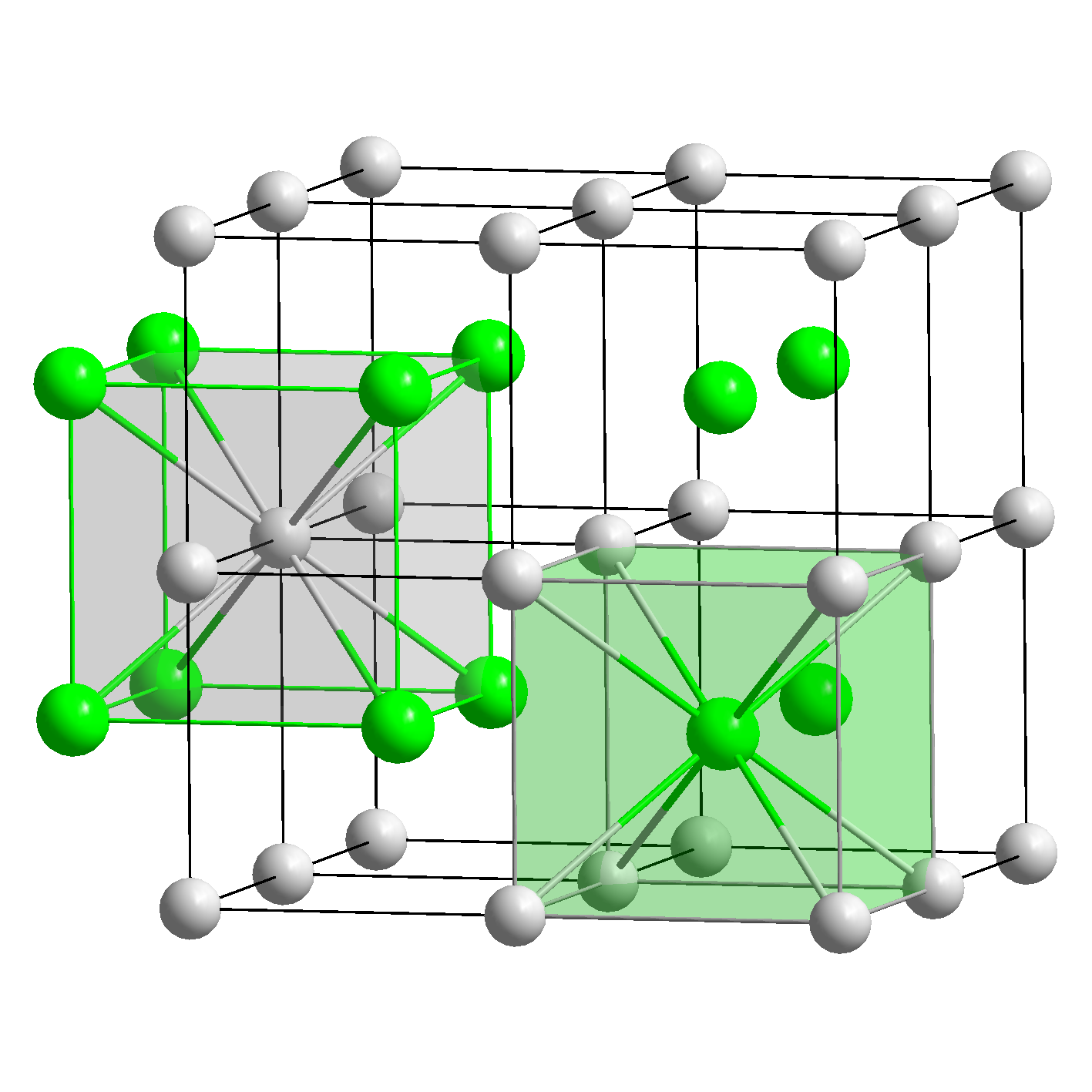
Model struktury CsCl

Většina halogenidů alkalických kovů vytváří plošně centrované krystalové mřížky, kde kovy i halogenidy mají oktaedrické geometrie a koordinační číslo každého iontu je 6. Chlorid, bromid a jodid cesný krystalizují v prostorově centrovaných mřížkách, kde mohou větší kovové ionty (a také anionty) dosahovat koordinačního čísla 8.

## Vlastnosti
Halogenidy alkalických kovů krystalizují jako bezbarvé látky, jemně rozemleté krystaly jsou bílé. Tají za teplot v řádu stovek °C za vzniku bezbarvých kapalin; vysoké teploty tání jsou způsobeny velkými hodnotami mřížkové energie. Při přechodu do plynného skupenství se tvoří plyny složené z dvouatomových molekul.
Tyto sloučeniny se rozpouštějí v polárních rozpouštědlech, roztoky obsahují vysoce solvatované anionty a kationty. Alkalické kovy jsou velmi dobře rozpustné ve svých halogenidech: například cesium se s cesnými halogenidy mísí neomezeně za jakékoliv teploty nad jejich teplotou tání.